# Liste des genres de bactéries désignés par des noms de personnes
De nombreuses espèces bactériennes ont reçu des noms dérivés de noms de personnes, qu’il s’agisse de découvreurs ou de personnes célèbres dans le domaine de la microbiologie, par exemple « Salmonella » est un hommage à DE Salmon, qui l'a découverte (bien que « Bacillus typhi » ).
Pour le nom générique, tous les noms dérivés de personnes doivent être au nominatif féminin, en changeant la fin à -a ou son diminutif -ella, en fonction du nom.
Pour l'épithète spécifique, les noms peuvent être convertis soit sous forme adjectivale (en ajoutant le suffixe  -nus (m.), -na (f.), -num (n.) selon le genre du nom générique), soit sous forme du génitif du nom latinisé.
- Adlercreutzia – H. Adlercreutz, professeur finlandais
- Afifella – S. Afif,  philosophe et peintre britannique
- Agreia – Nina S. Agre, microbiologiste russe
- Ahrensia – Ahrens, microbiologiste allemand
- Akkermansia – Antoon Akkermans, microbiologiste néerlandais
- Allisonella – M. J. Allison, microbiologiste américain
- Ameyamaea – Minoru Ameyama, bactériologiste japonais
- Anderseniella – Valérie Andersen, bactériologiste française
- Andreprevotia – André R. Prévot, bactériologiste français
- Asaia – Toshinobu Asai, bactériologiste japonais
- Neoasaia – Toshinobu Asai, bactériologiste japonais
- Asanoa – Koso Asano, microbiologiste japonais
- Austwickia – Peter K.C. Austwick, botaniste néo-zélandais
- Barnesiella – Ella M. Barnes, Microbiologiste britannique
- Bartonella – Dr. A. L. Barton, médecin péruvien
- Bauldia – John Bauld,microbiologiste australien
- Beggiatoa – F. S. Beggiato, médecin de Vicence
- Beijerinckia – Martinus Willem Beijerinck, microbiologiste néerlandais
- Belliella – Russell Bell, microbiologiste suédois
- Belnapia – Jayne Belnap, microbiologiste américain
- Beneckea – W. Benecke, bactériologiste allemand
- Bergeriella – U. Berger, bactériologiste allemand
- Bergeyella – David H. Bergey, bactériologiste américain
- Bermanella – Tom Berman, écologiste israélien
- Bhargavaea – Pushpa Mittra Bhargava, biologiste indien
- Bibersteinia – Ernst L. Biberstein, bactériologiste américain
- Bizionia – Bartolomeo Bizio, naturaliste italien
- Blautia – Michael Blaut, microbiologiste allemand
- Bordetella – Jules Bordet, microbiologiste belge
- Borrelia – Amédée Borrel, scientifique français
- Bosea – J. C. Bose, fondateur de l’institute Bose
- Bowmanella – John P. Bowman,microbiologiste australien
- Brackiella – Manfred Brack, pathologiste allemand
- Branhamella – Sara Branham Matthews, microbiologiste américain
- Brenneria – Don J. Brenner, bactériologiste américain
- Brucella – Sir Davis Bruce, médecin écossais
- Buchnera – Paul Buchner, biologiste allemand
- Bulleidia – Arthur Bulleid, microbiologiste britannique
- Burkholderia – W. H. Burkholder, bactériologiste américain
- Buttiauxella – René Buttiaux, bactériologiste français
- Castellaniella – Sir Aldo Castellani, bactériologiste italo-britannique
- Catonella – Elizabeth P. Cato, microbiologiste américaine
- Chainia – Ernst Boris Mikaelovich Chain, microbiologiste germano-britannique
- Clevelandina – L. R. Cleveland, biologiste américain
- Cobetia – Andre B. Cobet, bactériologiste américain
- Cohnella – Ferdinand Julius Cohn, microbiologiste allemand
- Collinsella – Matthew D. Collins, microbiologiste britannique
- Colwellia – Rita R. Colwell, bactériologiste américain
- Costertonia – J. W. Costerton, bactériologiste américain
- Couchioplanes – J. N. Couch, mycologue américain
- Cowdria – E. V. Cowdry, rickettsiologiste américain
- Coxiella – Herald Rae Cox, microbiologiste américain
- Crabtreella – K. Crabtree, microbiologiste américain
- Crossiella – Thomas Cross, microbiologiste britannique
- Dasania – Dasan, scientifique coréen
- Deleya – Jozef De Ley, microbiologiste belge
- Derxia – H. G. Derx, microbiologiste néerlandais
- Devosia – Paul De Vos, microbiologiste belge
- Devriesea – L. A. Devriese, vétérinaire microbiologiste belge
- Dickeya – Robert S. Dickey, phytopathologiste américain
- Dietzia – Alma Dietz, microbiologiste américain
- Dongia – Xiu-Zhu Dong, bactériologiste et taxinomiste des bactéries chinois
- Dorea – Joël Doré, microbiologiste français
- Duganella – P. R. Dugan, microbiologiste américain
- Dyella– Douglas W. Dye, microbiologiste néo-zélandais
- Edwardsiella – P. R. Edwards, bactériologiste américain
- Eggerthella – Arnold H. Eggerth, bactériologiste américain
- Paraeggerthella – Arnold H. Eggerth, bactériologiste américain
- Ehrlichia – Paul Ehrlich, bactériologiste allemand
- Eikenella – M. Eiken, biologiste scandinave
- Elioraea – Eliora Z. Ron, microbiologiste israélien
- Elizabethkingia – Elizabeth O. King, bactériologiste américain
- Erwinia – Erwin Frank Smith, bactériologiste américain
- Escherichia – Theodor Escherich, médecin allemand
- Euzebya – Jean P. Euzéby, bactériologiste français
- Euzebyella – Jean P. Euzéby, bactériologiste français
- Ewingella – William H. Ewing, bactériologiste américain
- Facklamia – Richard R. Facklam, bactériologiste américain
- Fangia – Xinfang Fang, microbiologiste chinois
- Finegoldia – S. M. Finegold, bactériologiste américain
- Francisella – Edward Francis, bactériologiste américain
- Frankia – Albert Bernhard Frank, microbiologiste suisse
- Frateuria – Joseph Frateur, microbiologiste belge
- Friedmanniella – E. Imre Friedmann, microbiologiste américain
- Gallionella – B. Gallion, receveur des douanes et zoologiste (1782–1839) de Dieppe, France
- Garciella – Jean-Louis Garcia, microbiologiste français
- Gardnerella – H. L. Gardner, bactériologiste américain
- Georgfuchsia – Georg Fuchs, bactériologiste allemand
- Gibbsiella – John N. Gibbs, pathologiste des forêts britannique
- Giesbergeria – G. Giesberger, microbiologiste néerlandais
- Gillisia – Monique Gillis, bactériologiste belge
- Goodfellowiella (à la place du nom illégitime Goodfellowia) – Michael Goodfellow, microbiologiste britannique
- Gordonia – Ruth E. Gordon, bactériologiste américain
- Gordonibacter – Jeffrey I. Gordon, bactériologiste américain
- Grahamella – George Stuart Graham Smith, microbiologiste britannique
- Gramella – Hans Christian Gram, pharmacologue et pathologiste danois
- Grimontia – Patrick A. D. Grimont, microbiologiste français
- Guggenheimella – Bernhard Guggenheim, microbiologiste suisse
- Gulbenkiania – Calouste Gulbenkian, protecteur portugais des arts et des sciences
- Pseudogulbenkiania – Calouste Gulbenkian, protecteur portugais des arts et des sciences
- Haemobartonella – Dr. A. L. Barton, médecin péruvien
- Hahella – Yung Chil Hah, bactériologiste coréen
- Hallella – Ivan C. Hall, microbiologiste américain
- Hamadaea – Masa Hamada, microbiologiste japonais
- Hansschlegelia – Hans G. Schlegel, microbiologiste allemand
- Henriciella – Arthur T. Henrici, microbiologiste américain
- Hespellia – Robert B. Hespell, microbiologiste américain
- Hippea – Hans Hippe, microbiologiste allemand
- Hirschia – Peter Hirsch, microbiologiste allemand
- Hoeflea – Manfred Höfle, microbiologiste allemand
- Holdemania – Lillian V. Holdeman Moore, microbiologiste américain
- Hollandina – André Hollande Jr., protistologiste français
- Hongia – Soon-Woo Hong, microbiologiste coréen
- Hongiella – Soon-Woo Hong, microbiologiste coréen
- Howardella – Bernard Howard, microbiologiste néo-zélandais
- Hoyosella – Manuel Hoyos, pionnier de la recherche sur la protection des peintures de la grotte d'Altamira
- Hylemonella – Philip B. Hylemon, bactériologiste américain
- Hyunsoonleella – Hyun-Soon Lee, microbiologiste coréen
- Ignatzschineria (à la place du nom illégitime Schineria) – Ignaz Rudolph Schiner, entomologiste autrichien
- Jahnella – Eduard Adolf Wilhelm Jahn
- Jannaschia – Holger W. Jannasch, microbiologiste allemand
- Jiangella – Cheng-Lin Jiang, microbiologiste chinois
- Jishengella – Jisheng Ruan, microbiologiste chinois
- Johnsonella – John L. Johnson, microbiologiste américain
- Jonesia – Dorothy Jones, microbiologiste britannique
- Jonquetella – Professeur Jonquet, clinicien français
- Joostella – P. J. Jooste, bactériologiste sud-africain
- Kangiella – Kook Hee Kang, microbiologiste coréen
- Kerstersia – Karel Kersters, microbiologiste belge
- Kingella – Elizabeth O. King, bactériologiste américain
- Kitasatoa – Kitasato Shibasaburō, bactériologiste japonais
- Kitasatospora – Kitasato Shibasaburō, bactériologiste japonais
- Klebsiella – Edwin Klebs, bactériologiste allemand
- Klugiella – Michael J. Klug, entomologiste/microbiologiste américain
- Kluyvera – Albert Jan Kluyver, microbiologiste néerlandais
- Knoellia – Hans Knöll, pionnier allemand de la recherche sur les antibiotiques
- Kocuria – Miroslav Kocur, microbiologiste slovaque
- Kofleria – Ludwig Kofler, scientifique autrichien
- Koserella – Stewart A. Koser, bactériologiste américain
- Kozakia – Michio Kozaki, microbiologiste japonais
- Krasilnikovia – Nikolai Aleksandrovich Krasil'nikov, actinomycétologiste russe
- Kriegella – Noel R. Krieg, microbiologiste américain
- Kurthia – H. Kurth, bactériologiste allemand
- Kushneria – Donn J. Kushner, microbiologiste canadien
- Allokutzneria – Donn J. Kushner, microbiologiste canadien
- Kutzneria – Hans-Jürgen Kutzner, microbiologiste allemand
- Labedella – David P. Labeda, bactériologiste américain
- Labrenzia – Matthias Labrenz, microbiologiste marin allemand
- Laceyella – John Lacey, microbiologiste britannique
- Larkinella – John M. Larkin, microbiologiste américain
- Lautropia – H. Lautrop, bactériologiste danois
- Lawsonia – G. H. K. Lawson, bactériologiste américain
- Leadbetterella – Edward R. Leadbetter, microbiologiste américain
- Lechevalieria – Hubert and Mary Lechevalier, microbiologiste américain
- Leclercia – H. Leclerc, bactériologiste français
- Leeia – Keho Lee, microbiologiste coréen
- Leeuwenhoekiella – Antoni van Leeuwenhoek, scientifique néerlandais
- Leifsonia – Einar Leifson, microbiologiste américain
- Leisingera – Thomas Leisinger, bactériologiste suisse
- Leminorella – Léon Le Minor, bactériologiste français
- Lentzea – Friedrich A. Lentze, microbiologiste allemand
- Levinea – Max Levine, bactériologiste américain
- Lewinella – Ralph Lewin, bactériologiste américain
- Lishizhenia – Li Shizhen, célèbre naturaliste chinois
- Listeria – Lord Lister, chirurgien britannique
- Listonella – J. Liston, bactériologiste américain
- Loktanella – Tjhing-Lok Tan de l’institut Alfred Wegener de Bremerhaven
- Luedemannella – G. M. Luedemann, actinomycétologiste russe
- Mahella – Robert A. Mah, microbiologiste américain
- Malikia – Kuhrsheed A. Malik, microbiologiste allemand
- Mannheimia – Walter Mannheim, microbiologiste allemand
- Martelella – E. Martel, explorateur français
- Marvinbryantia (à la place du nom illégitime Bryantella) – Marvin P. Bryant, microbiologiste américain
- Millisia – Nancy F. Millis,microbiologiste australien
- Mitsuokella – T. Mitsuoka, bactériologiste japonais
- Moellerella – V. Møller, microbiologiste danois
- Moorella – W. E. C. Moore, microbiologiste américain
- Moraxella – V. Morax, ophthalmologue suisse
- Morganella – H. de R. Morgan, bactériologiste britannique
- Moritella – Richard Y. Morita, microbiologiste américain
- Paramoritella – Richard Y. Morita, microbiologiste américain
- Moryella – Francine Mory, bactériologiste français
- Murdochiella – David A. Murdoch, microbiologiste britannique
- Nakamurella – Kazonuri Nakamura, microbiologiste japonais
- Neisseria – Albert Neisser, bactériologiste allemand
- Nesterenkonia – Olga Nesterenko, microbiologiste ukrainien
- Nicoletella – Jacques Nicolet, microbiologiste suisse
- Nocardia – Edmond Nocard, vétérinaire et microbiologiste français
- Nocardioides, Nocardiopsis, Pseudonocardia :
- Nonomuraea – H. Nonomura, taxinomiste des actinomycètes japonais
- Ohtaekwangia – Oh Tae-Kwang, microbiologiste coréen
- Oerskovia – Jeppe Ørskov, microbiologiste danois
- Paraoerskovia – Jeppe Ørskov, microbiologiste danois
- Olleya – June Olley, bactériologiste britannique
- Olsenella – Ingar Olsen, microbiologiste norvégien
- Orenia – Aharon Oren, bactériologiste israélien
- Ottowia – Johannes C. G. Ottow, bactériologiste allemand
- Owenweeksia – Owen B. Weeks, bactériologiste américain
- Palleronia – Norberto Palleroni, bactériologiste américain
- Pasteurella – Louis Pasteur, scientifique français
- Pasteuria – Louis Pasteur, scientifique français
- Pelczaria – M. J. Pelczar, bactériologiste américain
- Pfennigia – Norbert Pfennig, bactériologiste allemand
- Pillotina – J. Pillot, microbiologiste français
- Piscirickettsia – Howard Taylor Ricketts, pathologiste américain
- Prauserella – Helmut Prauser, microbiologiste allemand
- Prevotella – André Romain Prévot, bactériologiste français
- Paraprevotella :
- Ruegeria – Rueger, microbiologiste allemand
- Quinella – J. I. Quin, microbiologiste sud-africain
- Rahnella – Otto Rahn, microbiologiste germano-américain
- Ralstonia – E. Ralston, bactériologiste américain
- Raoultella – Didier Raoult, microbiologiste français
- Rathayibacter – E. Rathay, an Australian plant pathologist
- Reichenbachiella (à la place du nom illégitime Reichenbachia) – Hans Reichenbach, microbiologiste allemand
- Rheinheimera – Gerhard Rheinheimer, microbiologiste marin allemand
- Rickettsia – Howard Taylor Ricketts, pathologiste américain
- Neorickettsia, Rickettsiella – Howard Taylor Ricketts, pathologiste américain
- Riemerella – Riemer.
- Robinsoniella – Isadore M. Robinson, microbiologiste américain
- Rochalimaea – Henrique da Rocha Lima, bactériologiste brésilien
- Roseburia – Theodor Rosebury, microbiologiste américain
- Rothia – Genevieve D. Roth, bactériologiste américain
- Ruania – Ji-Sheng Ruan, microbiologiste chinois
- Ruegeria – Rueger, microbiologiste allemand
- Rummeliibacillus – John Rummel, astrobiologiste américain
- Salmonella – Daniel E. Salmon, chirurgien vétérinaire américain
- Samsonia – Régine Samson, phytobactériologiste française
- Scardovia – Vittorio Scardovi, microbiologiste italien
- Aeriscardovia, Parascardovia, Alloscardovia, Metascardovia :
- Schineria – Ignaz Rudolph Schiner, qui décrivit le premier la mouche Wohlfahrtia magnifica
- Schlegelella – H. G. Schlegel, microbiologiste allemand
- Schlesneria – Heinz Schlesner, microbiologiste allemand
- Schumannella – P. Schumann, microbiologiste allemand
- Schwartzia – Helen M. Schwartz, physiologiste du rumen sud-africaine
- Sebaldella – Madeleine Sebald, bactériologiste français
- Seinonella – Akio Seino, microbiologiste japonais
- Seliberia – G. L. Seliber, microbiologiste russe
- Serratia – Serafino Serrati, physicien italien
- Sharpea – Michaela E. Sharpe, bactériologiste britannique
- Shewanella – J. M. Shewan, bactériologiste britannique
- Alishewanella – J. M. Shewan, bactériologiste britannique
- Shigella – Kiyoshi Shiga, bactériologiste japonais
- Shimazuella – Akira Shimazu, microbiologiste japonais
- Shimia – Jae H. Shim, microbiologiste coréen
- Shimwellia – J. L. Shimwell.
- Shinella – Yong-Kook Shin, microbiologiste japonais
- Shuttleworthia – Cyril Shuttleworth, microbiologiste britannique
- Simiduia – Usio Simidu, microbiologiste japonais
- Simkania – Nom arbitraire formé sur le nom de Simona Kahane
- Simonsiella – Hellmuth Simons, bactériologiste allemand
- Skermanella – Victor B. D. Skerman, bactériologiste et taxonomiste australien
- Skermania – Victor B. D. Skerman, bactériologiste et taxonomiste australien
- Slackia – Geoffrey Slack, microbiologiste britannique
- Smithella – Paul H. Smith, microbiologiste américain
- Sneathia – P. H. A. Sneath, bactériologiste britannique
- Sneathiella – P. H. A. Sneath, bactériologiste britannique
- Soehngenia – Nicolas L. Soehngen, microbiologiste néerlandais
- Soonwooa – Soon-Woo Hong, microbiologiste coréen
- Stackebrandtia – Erko Stackebrandt, microbiologiste allemand
- Staleya – James T. Staley, microbiologiste américain
- Stanierella – Roger Y. Stanier, microbiologiste canadien
- Stappia – Stapp, microbiologiste belge
- Starkeya – Robert L. Starkey, bactériologiste américain
- Stetteria – Karl Otto Stetter, biologiste allemand
- Sutterella – Vera Sutter, bactériologiste américain
- Parasutterella – Vera Sutter, bactériologiste américain
- Suttonella – R. G. A. Sutton, bactériologiste britannique
- Swaminathania – Swaminathan, biologiste indien
- Tannerella – Anne C. R. Tanner, microbiologiste américaine
- Tanticharoenia – Morakot Tanticharoen, bactériologiste thaïlandais
- Tatlockia – Hugh Tatlock, microbiologiste américain
- Tatumella – Harvey Tatum, bactériologiste américain
- Taylorella – C. E. D. Taylor, bactériologiste britannique
- Terasakiella – Y. Terasaki, microbiologiste japonais
- Thauera – R. Thauer, bactériologiste allemand
- Thorsellia – Walborg Thorsell, biologiste suédois
- Tindallia – Brian Tindall, bactériologiste britannique
- Tistlia – Michael Tistl, géologue allemand
- Tissierella – P. H. Tissier, bactériologiste français
- Tomitella – Fusao Tomita, microbiologiste japonais
- Trabulsiella – L. R. Trabulsi, bactériologiste brésilien
- Truepera – Hans G. Trüper, bactériologiste allemand
- Tsukamurella – Michio Tsukamura, microbiologiste japonais
- Turneriella – Leslie Turner, microbiologiste britannique
- Umezawaea – Hamao Umezawa, bactériologiste japonais
- Uruburuella – Federico Uruburu, microbiologiste espagnol
- Vasilyevaea – Lina Vasilyeva, microbiologiste russe
- Veillonella – Adrien Veillon, bactériologiste français
- Vogesella – Otto Voges, microbiologiste allemand
- Volcaniella – B. Elazari-Volcani, bactériologiste israélien
- Wautersia – Georges Wauters, microbiologiste belge
- Wautersiella – Georges Wauters, microbiologiste belge
- Weeksella – Owen B. Weeks, bactériologiste américain
- Weissella – Norbert Weiss, bactériologiste allemand
- Wenxinia – Wen-Xin Chen, microbiologiste chinois
- Wigglesworthia – V. B. Wigglesworth, parasitologue britanenique
- Williamsia – Stanley T. Williams, microbiologiste britannique
- Winogradskyella – Sergey Winogradsky, microbiologiste russe
- Wolbachia – S. Burt Wolbach, bactériologiste américain
- Wolinella – M. J. Wolin, bactériologiste américain
- Yangia – H.-F. Yang, microbiologiste chinois
- Yaniella (à la place du nom illégitime Yania) – Xun-Chu Yan, microbiologiste chinois
- Yersinia – Alexandre Yersin, bactériologiste suisse
- Yonghaparkia – Yong-Ha Park, microbiologiste coréen
- Yuhushiella – Yuhu Shi, microbiologiste chinois
- Zavarzinella – Georgii A. Zavarzin, bactériologiste russe
- Zavarzinia – Georgii A. Zavarzin, bactériologiste russe
- Zhangella – Shu-Zheng Zhang, biochimiste chinois
- Zhihengliuella – Zhi-Heng Liu, microbiologiste chinois
- Zhouia – Pei-Jin Zhou, microbiologiste chinois
- Zimmermannella – O.E.R. Zimmermann, microbiologiste allemand
- Zobellella – Claude E. ZoBell, bactériologiste américain
- Zobellia – Claude E. ZoBell, bactériologiste américain
- Pseudozobellia – Claude E. ZoBell, bactériologiste américain
- Zooshikella – Zoo Shik Lee, microbiologiste coréen
- Zunongwangia – Zu-Nong Wang, microbiologiste chinois